# ستيفن لارسن
ستيفن لارسن (بالإنجليزية: Stephen Larsen)‏ هو عالم نفس أمريكي، ولد في 1941.